# Mamestra pallida
Mamestra pallida là một loài bướm đêm trong họ Noctuidae.